# I Storbyens Net
I Storbyens Net er en amerikansk stumfilm fra 1917 af Walter Edwards.

## Medvirkende
- Louise Glaum som Nan Bishop.
- Charles Gunn som Jack Dunn.
- Jack Richardson som Paul Keeley.
- J. Barney Sherry som Winthrop E. Haines.
- Dorcas Matthews som Phyllis Geary.